# منطقه کلان‌شهری ناپل
منطقه کلان‌شهری ناپل (به ایتالیایی: Area metropolitana di Napoli) یک منطقهٔ مسکونی در ایتالیا است که در ناپل واقع شده‌است. منطقه کلان‌شهری ناپل ۴٬۲۵۰٬۰۰۰ نفر جمعیت دارد.